# Rise of the Dragon Empire
Rise of the Dragon Empire è l'ottavo album in studio del gruppo musicale svedese Bloodbound, pubblicato il 22 marzo 2019 dalla AFM Records.

## Tracce
1. Rise of the Dragon Empire – 4:37
2. Slayer of Kings – 5:04
3. Skyriders and Stormbringers – 3:52
4. Magical Eye – 3:51
5. Blackwater Bay – 3:56
6. Giants of Heaven – 4:06
7. The Warlock's Trail – 3:56
8. A Blessing in Sorcery – 3:51
9. Breaking the Beast – 4:13
10. Balerion – 4:42
11. Reign of Fire – 3:49

Durata totale: 45:57

## Formazione
- Patrik J. Selleby – voce
- Tomas Olsson – chitarra
- Henrik Olsson – chitarra ritmica
- Fredrik Bergh – tastiera, cori
- Anders Broman – basso
- Daniel Sjögren – batteria